# Ascari Cars
Ascari Cars – brytyjski producent samochodów sportowych i wyścigowych. 
Przedsiębiorstwo założone zostało w 1995 roku, a jego siedziba mieści się w Banbury, w hrabstwie Oxfordshire w Anglii. 

## Modele
- Ascari A10
- Ascari BOSS GP
- Ascari Ecosse
- Ascari KZ1
- Ascari KZ1-R